# 게르트 프뢰베
게르트 프뢰베(Gert Fröbe, 1912년 2월 25일 - 1988년 9월 5일)는 독일의 배우이다.

## 주요 출연 작품
- 지상 최대의 작전(The Longest Day, 1962)
- 007 골드핑거(Goldfinger, 1964)

강한 독일 액센트를 띄는 영어로 인하여 목소리가 더빙되었음(성우는 아일랜드 독립 운동가와 동명이인인 영국인 Michael Collins)
- 비행 물체에 탄 대단한 사람들(Those Magnificent Men in Their Flying Machines, 1965)

이 영화와 <로켓을 달로!>, 그리고 <몬테 카를로 오어 버스트>는 사실상 아직 국내에 출시되지도 알려지지도 않았다. 국내에는 아직 <로켓을 달로!>와 <몬테 카를로 오어 버스트>에 대한 정보가 없다.
- 파리가 불타고 있는가?(Paris brûle-t-il?, 1966)
- 로켓을 달로!(Rocket to the Moon, 1967)

미국 제목: Those Fantastic Flying Fools, 미국 제목에서도 알 수 있듯이 미국에서는 이 영화가 <비행 물체에 탄 대단한 사람들>의 2탄으로, <몬테 카를로 오어 버스트>가 그 뒤를 잇는 3탄으로 취급된다. 셋 다 프뢰베와 테리-토머스가 같이 출연했고 그 외의 다국적 캐스팅을 자랑하는 비슷한 형태의 코미디 영화들인데다, 이러한 이유들로 인해 영국에서 미국으로 건너가면서 이 두 작품에 'Those + 형용사 + 복수 명사' 식의 제목이 붙여졌지만 사실상 <몬테 카를로 오어 버스트>가 유일한 속편이다.
- 치티 치티 뱅 뱅(Chitty Chitty Bang Bang, 1968)
- 몬테 카를로 오어 버스트(Monte Carlo or Bust, 1969)

미국 제목: Those Daring Young Men in Their Jaunty Jalopies
- 루트비히(Ludwig, 1972)